# 마리 리카르드손
마리 리카르드손(스웨덴어: Marie Richardson, 1959년 6월 6일 ~ )은 스웨덴의 배우이다.

## 출연 작품
- 요한 포크 - 코드네임 리사 (2013)
- 디 아웃로스 (2009)
- 이노센틀리 컨빅티드 (2008)
- 더 피라미드 (2007)
- 마우스 투 마우스 (2005)
- 써드 웨이브 (2003)
- 새벽 (2003)
- 와일드 영 (2003)
- 모두가 앨리스를 사랑해 (2002)
- 스나이퍼 3 - 라스트 타겟 (2001)
- 쉬트 해픈스 (2000)
- 트로로사 (2000)
- 제로 톨러런스 (1999)
- 아이즈 와이드 셧 (1999)
- 벡 (1997)
- 선데이스 칠드런 (1992)
- 고모론 (1992)